# Povrće
Povrće čine kultivirane i neke samonikle biljke ili njihovi dijelovi namijenjeni prehrani ljudi. U povrće spadaju različite biljke, koje se upotrebljavaju u prehrani, bilo svježe (u salati) ili termički obrađene ili konzervirane. Ovisno od vrste za prehranu, upotrebljavaju se cijele biljke ili samo pojedini dijelovi (korijen, stabljika ili listovi). Sve ono što se u kulinarstvu i trgovini tretira povrćem, botanički nije uvijek ispravno, najpoznatiji primjer je rajčica, ona je voće koje se kulinarski smatra povrćem.

## Gospodarska podjela povrća
Uobičajena je gospodarska podjela povrća na više skupina:
- lisnato (kupus, špinat, kelj, blitva...)
- korjenasto (krumpir, mrkva, peršin, celer, repa, ...)
- lukovičasto (sve vrste luka i češnjaka)
- cvjetno (cvjetača, brokula, artičoka, ...)
- plodno povrće (paprika, krastavac, tikva, patlidžan, mahune, grašak...)

## Botanička podjela povrća
Povrće svrstano prema botaničkim razredima i porodicama:

### Razred jednosupnica –Monocotyledones
- Alliaceae, (luk, češnjak, poriluk)
- Asparagaceae, (šparoga)
- Poacea, (kukuruz)

### Razred dvosupnica –Dicotyledones
- Solanaceae, pomoćnice (rajčica, paprika, patlidžan)
- Brassicaceae (Cruciferae), krstašice (kupus, kelj, hren, raštika)
- Apiaceae (Umbelliferae), štitarke (mrkva, peršin, celer)
- Cucurbitaceae, tikvenjače (krastavac, lubenica, dinja)
- Fabaceae (Leguminosae), leptirnjače (grašak, grah mahunar, soja, bob, kikiriki)
- Asteraceae (Compositae), glavočike (zelena salata, radič)
- Chenopodiaceae lobodnjače, (blitva, cikla, špinat)
- Liliaceae, ljiljani

## Kemijski sastav
Povrće, zahvaljujući svom visokom sadržaju vitamina, minerala, celuloze, te niskom udjelu masnoće, ima u prehrani neprocjenjivu ulogu. Količina vitamina i minerala različita je od vrste do vrste, kao i podneblja u kojem povrće uspijeva. Svoj ukus duguju sadržaju eteričnih ulja.
U svježem povrću ima otprilike 2 do 5 % (maseni udio) bjelančevina, od 0,22 do 1 % biljnih masti i od 2 do 9 % ugljikohidrata (od toga 0,2 do 3 % celuloze). Povrće ima od 65 do 95 % vode (od tih postotaka odstupa krumpir i mahunasto povrće). Mineralnih tvari ima do 2 % (najviše željeza, kalija, fosfora, magnezija i kalcija), a od vitamina ima najviše vitamina C, a najmanje vitamina B-kompleksa i veće količine pro-vitamina A – beta karotena). Povrće sadrži veće i manje količine raznih organskih kiselina (jabučnu, limunsku, jantarnu), enzime (amilazu), a češnjak i hren fitoncide (biljni sastojci koji uništavaju mnoge mikroorganizme ili zaustavljaju njihov razvoj).
Aromatičnost nekih vrsta povrća potječe uglavnom od eteričnih ulja – hlapljivih uljanih sastojaka jaka i posebna mirisa. Iako je povrće bogato različitim sastojcima, ono nema velike energetske vrijednosti jer sadrži malo ugljikohidrata, bjelančevina i biljnih masti. Njegova je biološka vrijednost velika.

## Vanjske poveznice
- Povrće koje uspijeva u Hrvatskoj | Vrtlarica
- Podjela povrća (ppt prezentacija) | Škole.hr  Arhivirana inačica izvorne stranice od 24. studenoga 2011. (Wayback Machine)